# 蓮池祩宏
蓮池袾宏（1535年—1615年），浙江仁和（今杭州市）人，俗姓沈，法名袾宏，字佛慧，法号蓮池，故常稱為蓮池大師，又因常居雲棲寺，常称为雲棲蓮池或雲棲株宏，是中国佛教净土宗的第八代祖师，與紫柏真可、憨山德清、蕅益智旭等並稱明末四大高僧。
蓮池大師提倡禪、淨兩者兼修的理論。

## 生平
其家是杭州世族，父名沈德鑒，庵號明齋，母親姓周。十七歲時中秀才，成為庠生，學行俱優，但是他志不在此。見鄰家日誦佛號數千之老嫗，其夫念佛乃能無疾而終，令他深感佛法不可思議，嘗書「生死事大」於書桌前以自警惕。妻子張氏，生子時過世，後又娶湯氏為妻。
二十七歲父喪，三十一歲母喪，自此決心出家，寫下《七筆勾》，投性天理和尚門下剃髮，並開始行腳參學，曾至京師參見遍融、笑巖兩位長老，在其門下修行過一段時間。經東昌時開悟，作偈云：「二十年前事可疑，三千里外遇何奇。焚香擲戟渾如夢，魔佛空爭是與非。」
隆慶五年（1571年）至雲棲山，重建雲棲寺，開始有許多弟子依止在他門下，成為一方叢林。
祩宏申明清規戒律，要求門下每十五日集會誦《梵網經》與《比丘戒》。因其參學時，特重參究念佛，因此開淨土一門，著《彌陀疏鈔》。又編輯禪宗語錄，作《禪關策進》，以禪淨雙修教導門下。他又特別重視戒殺與放生，文章流行於世。
明神宗萬曆四十三年（1615年）六月病，至七月初一晚，上堂對眾曰：「明日吾行矣。」第二天晚，大師在方丈室，示現微疾，閉目靜坐，城中諸弟子趕到，哀請留囑，遺言：「大眾老實念佛，毋捏怪，毋壞我規矩。」作「三可惜」、「十可嘆」以警眾，之後端坐，面向西方念佛圓寂，世壽八十一，僧臘五十。

## 著作
著有《往生集》、《自知錄》、《山房雜錄》、《竹窗随笔》、《禪關策進》、《雲棲法匯》、《錙門崇行錄》、《佛遺教經節要》、《佛說阿彌陀經疏鈔》等書。